# Janvier 1873

## Événements

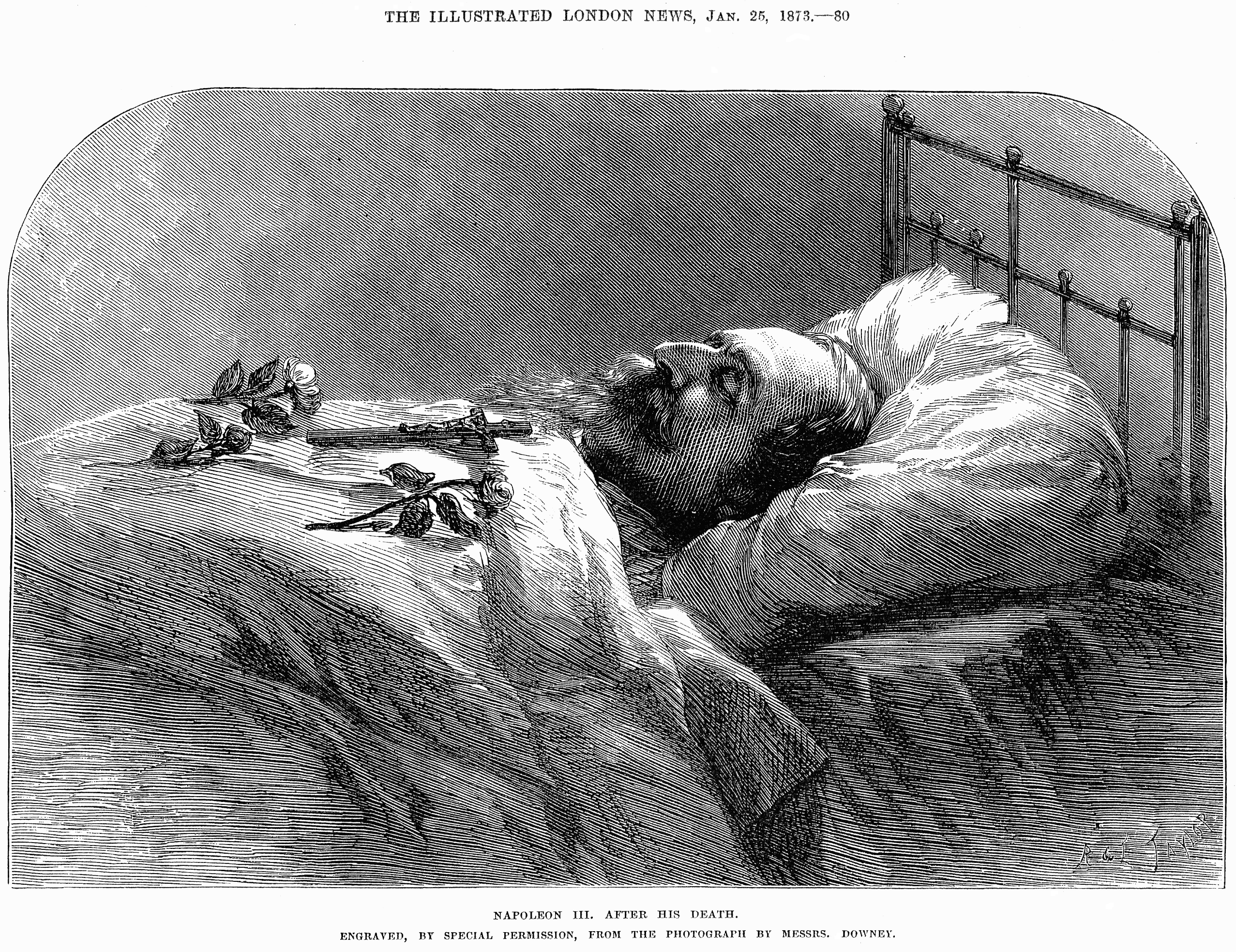
9 janvier : mort de Napoléon III

- Chine : prise de Dali et répression sanglante de la rébellion musulmane au Yunnan qui durait depuis plus de quinze ans.

- 1er janvier : le calendrier grégorien est adopté par l'empire du Japon.

- 9 janvier, France : mort de Louis Napoléon Bonaparte (Napoléon III) .

- 22 janvier : les Ashanti traversent la rivière Pra. Début d'une guerre entre les Britanniques et les Ashanti en Côte de l'Or (fin en 1874). Les Fanti demandent l’aide des Britanniques contre les Ashanti.

## Naissances
- 2 janvier :
  - Anton Pannekoek, astronome et un militant communiste hollandais.
  - Thérèse de Lisieux, religieuse carmélite française, Sainte, docteur de l'Église, et auteure d'Histoire d'une âme et autres écrits († 30 septembre 1897).
- 6 janvier : Joaquim Mir, peintre espagnol († 27 avril 1940).
- 7 janvier : Charles Péguy, écrivain français.
- 10 janvier : George Orton, athlète
- 11 janvier : David Hartford, acteur, réalisateur et producteur américain.
- 16 janvier : Boyd Alexander, officier britannique, explorateur et ornithologue († 1910).
- 19 janvier : Thomas Dufferin Pattullo, Premier ministre de la Colombie-Britannique.
- 28 janvier :
  - Colette, romancière française († 3 août 1954).
  - Frans Smeers, peintre belge († 1er juin 1960).
- 30 janvier : Georges Ricard-Cordingley, peintre français († 25 avril 1939).
- 31 janvier : Louis de Monard, peintre et sculpteur animalier français († 15 juillet 1939).

## Décès
- 5 janvier : Manuel Marliani, écrivain, homme politique et diplomate espagnol d'origine italienne (° 1795).
- 9 janvier : Napoléon III, ancien empereur des français (° 1808).
- 27 janvier : Adam Sedgwick, géologue britannique (° 1785).